# Мещеряков, Юрий Викторович
Юрий Викторович Мещеряков (27 августа 1946 — 6 октября 2001) — советский и российский художник-постановщик и художник-мультипликатор рисованных мультфильмов.

## Биография
Родился в Москве 27 августа 1946 года.
В 1965 году закончил Архитектурно-строительный техникум в Москве.

В 1966—1968 годах проходил службу в армии.

В 1969—1970 годах — ассистент художника на киностудии имени Горького.

В 1971—1972 годах обучался на курсах мультипликаторов при киностудии «Союзмультфильм».

В 1972 году пришёл на киностудию «Союзмультфильм», работе на которой отдал 28 лет.
Работал с такими режиссёрами, как Иван Иванов-Вано, Роман Качанов, Фёдор Хитрук, Владимир Попов, Анатолий Петров, Наталия Голованова и многих других.

В разное время принимал участие в работе над фильмами Киевской, Бакинской, Литовской киностудий.
Тяжело переживал развал «Союзмультфильма» и кризис в российской мультиплкации 1990-х годов.
Скончался 6 октября 2001 года, на 56-м году жизни.

## Фильмография

### Художник-постановщик
- Утраченные грёзы (Фитиль № 164) (1976)
- Озеро на дне моря (1989)
- Подводные береты (1991)
- Попались все (1998)

### Художник-мультипликатор
- 1973 Кто меня толкнул?
- 1973 Как казаки невест выручали
- 1973 Сокровища затонувших кораблей
- 1973 Как это случилось
- 1973 Что страшнее?
- 1974 С бору по сосенке
- 1974 Шёл трамвай десятый номер…
- 1975 Верните Рекса
- 1975 И мама меня простит
- 1975 Лиса и медведь
- 1975 История с единицей
- 1975 Как казаки соль покупали
- 1975 Маяковский смеётся
- 1976 Земля моя
- 1976 О том, как гном покинул дом
- 1976 Стадион шиворот-навыворот
- 1977 Жихарка
- 1977 Наш добрый мастер
- 1982 Бедокуры
- 1982 Как аукнется...
- 1982 Весёлая карусель № 12 «Эхо»
- 1982 Живая игрушка
- 1982 Про деда, бабу и курочку Рябу
- 1983 Весёлая карусель № 14 «И я бы мог…»
- 1983 Весёлая карусель № 14 «Где обедал воробей?»
- 1983 Весёлая карусель № 15 «Девочка и пираты»
- 1983 Змей на чердаке
- 1983 Лев и бык
- 1983 Наваждение Родамуса Кверка
- 1983 Неудачники
- 1984 Горшочек каши
- 1984 Дом, который построили все
- 1984 Зима в Простоквашино
- 1984 Контакты… конфликты… (выпуски 1—4)
- 1984 Ночной цветок
- 1984 Охотник до сказок
- 1984 Переменка № 3 «Алхимик»
- 1984 Сказка о царе Салтане
- 1985 Грибной дождик
- 1985 Дереза
- 1985 Мистер Уксус и миссис Уксус
- 1985 Переменка № 4
- 1985 Сказ о Евпатии Коловрате
- 1985 Весёлая карусель № 16 «Чудо-дерево»
- 1986 Академик Иванов
- 1986 На воде
- 1986 Три новеллы
- 1986 Переменка № 5 «Сила слова»
- 1987 Богатырская каша
- 1987 Коротышка-зелёные штанишки
- 1987 Переменка № 6
- 1987 Поползновение
- 1987 С 9:00 до 18:00
- 1988 Седой медведь
- 1988 Весёлая карусель № 19 «Качели»
- 1988 Заяц, который любил давать советы
- 1988 Кот и клоун
- 1988 Случай с бегемотом
- 1989 Клетка
- 1989 Озеро на дне моря
- 1989 Стереотипы
- 1990 Солдат и чёрт
- 1991 Иванушко
- 1991 Весёлая карусель № 23
- 1992 Глаша и Кикимора
- 1994 Новые русские
- 1995 Команда DIG. Фильм второй. Похищение века
- 1994 Земляника под снегом
- 1997 Незнайка на Луне
- 2000 Новые бременские